# Lov velryb

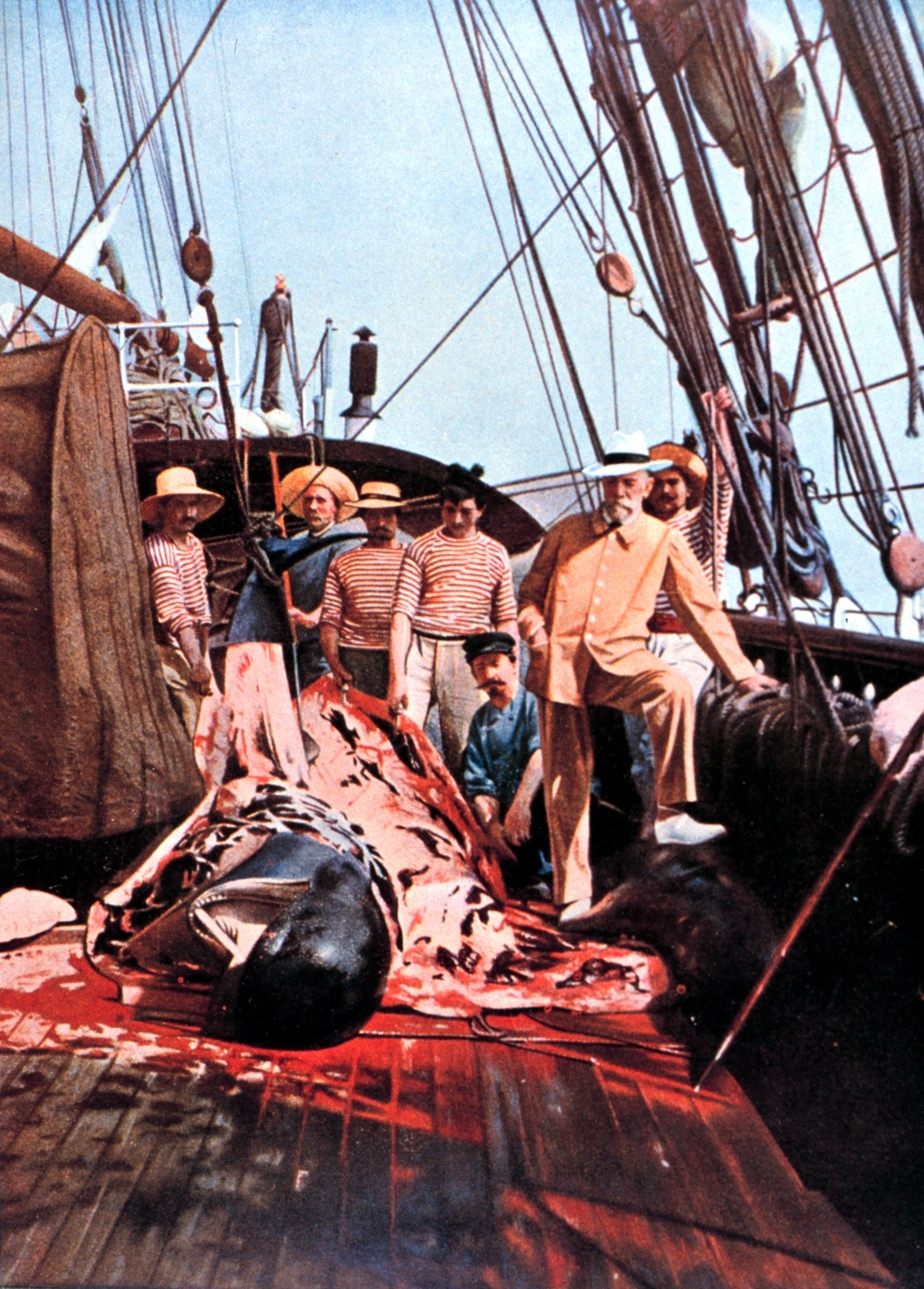
Ulovená velryba

Lov velryb je druh mořského rybolovu, během kterého jsou velrybářskou flotilou loveni velcí mořští savci (velryby, plejtváci apod.). Jedná se taktéž o jeden z tradičních způsobů obstarávání obživy některých národů a svým způsobem i součástí jejich kulturního dědictví.[zdroj?] Některé organizace však toto zpochybňují a snaží se proti lovu velryb bojovat.[zdroj?]
V 19. století se lovili velryby hlavně pro účely výroby velrybího oleje.
Velrybářství má značný vliv na decimaci druhů a některé přivedl na nebo dokonce za hranici vyhubení.[zdroj?] Počet velryb se ve světových vodách rapidně snížil, i když přesné počty nejsou přesně známé. Odhaduje se, že z celkového počtu 250 000 plejtváků obrovských do současnosti zbylo již jen něco přes 10 000 kusů. Lov ve středověku také dokázal místně decimovat jisté druhy.

## Regulace
Lov velryb je celosvětově upraven Mezinárodní úmluvou o regulaci velrybářství a Mezinárodní velrybářskou komisí (IWC). Česká republika přistoupila k úmluvě v roce 2004 (začala platit v roce 2005) a následně se stala členem IWC, kde spolu s dalším členy Evropské unie prosazuje ochranu velryb před vyhubením.
Některé státy, jako například Island, Norsko nebo Japonsko nerespektují mezinárodní moratorium na lov velryb vydaný IWC v roce 1986. Japonsko tvrdí, že loví velryby pro vědecké účely. Předpokládá se, že většina masa z těchto lovů skončí v japonských restauracích, kde je velrybí maso velice ceněno. Lékaři však varují, že maso velryb obsahuje množství nebezpečných chemických látek jako jsou polychlorované bifenyly, DDT nebo rtuť a že pojídání velrybího masa a tuku může ohrožovat zdraví lidí.
Výjimka ze zákazu lovu byla poskytnuta jen obyvatelstvu Sibiře, Aljašky a Grónska, kde je povolen jen lov některých druhů. Velrybí maso je pro tyto skupiny lidí důležitým zdrojem obživy. I oni však musí dodržovat určený limit. Některé domorodé metody lovu jsou z dnešního pohledu poměrně drastické, když jsou velryby vracející se z jihu nahnány loděmi do zálivu, kde jsou ostrými bodáky trhány tak dlouho, než vykrvácí.[zdroj?] Známý je například lov velryb na Faerských ostrovech.

## Právní spor ohledně lovu
Austrálie koncem května roku 2010 podala žalobu k Mezinárodnímu soudnímu dvoru v Haagu k ukončení lovu velryb v antarktických vodách, který provádí Japonsko. Podle Austrálie jde o komerční lov stovek velryb jen vydávaný za výzkumný program schválený Mezinárodní velrybářskou komisí. Austrálie vyslala v roce 2008 loď, která pořídila videozáznamy a fotografie japonského lovu velryb ve vodách kolem Antarktidy ve snaze získat důkazy k soudu. Soud v Haagu započal v červnu 2013. V březnu 2014 soud rozhodl, že Japonsko neprovádí lov velryb pro vědecké účely a musí se tak podřídit závazku na zákaz komerčního lovu.